# Lijst van Europese hockeyclubs
Dit is een lijst van Europese hockeyclubs die ooit hebben meegedaan aan de Europacup I, Europacup II, Europacup zaalhockey of de Euro Hockey League mannen en vrouwen.
| Club                              | Land        |
| --------------------------------- | ----------- |
| Amsterdam                         | Nederland   |
| Atlètic Terrassa                  | Spanje      |
| Berliner HC                       | Duitsland   |
| Bloemendaal                       | Nederland   |
| SC Brandenburg                    | Duitsland   |
| SC Stroitel Brest                 | Wit-Rusland |
| Cannock Hockey Club               | Engeland    |
| Club de Campo Villa de Madrid     | Spanje      |
| Club Egara                        | Spanje      |
| Crefelder HTC                     | Duitsland   |
| Der Club an der Alster            | Duitsland   |
| Dinamo Alma Ata                   | Sovjet-Unie |
| KHC Dragons                       | België      |
| Royal Herakles HC                 | België      |
| Dürkheimer HC                     | Duitsland   |
| EMHC                              | Nederland   |
| TG Frankenthal                    | Duitsland   |
| SC 1880 Frankfurt                 | Duitsland   |
| Gladbacher HTC                    | Duitsland   |
| Grunwald Poznań                   | Polen       |
| Harvestehuder THC                 | Duitsland   |
| 's-Hertogenbosch                  | Nederland   |
| Hightown HC                       | Engeland    |
| HC Hounslow                       | Engeland    |
| HGC                               | Nederland   |
| Kampong                           | Nederland   |
| Kelburne Hockey Club              | Schotland   |
| Klein Zwitserland                 | Nederland   |
| Laren                             | Nederland   |
| Limburger HC                      | Duitsland   |
| RTHC Bayer Leverkusen             | Duitsland   |
| Münchner SC                       | Duitsland   |
| Pocztowiec Poznań                 | Polen       |
| Reading Hockey Club               | Engeland    |
| Real Club de Polo de Barcelona    | Spanje      |
| Rot-Weiß Wettingen                | Zwitserland |
| Rotterdam                         | Nederland   |
| Rüsselsheimer RK                  | Duitsland   |
| Rhythm Grodno                     | Sovjet-Unie |
| Saint-Germain-en-Laye Hockey Club | Frankrijk   |
| Slough HC                         | Engeland    |
| Southgate HC                      | Engeland    |
| HTC Stuttgarter Kickers           | Duitsland   |
| Uhlenhorster HC                   | Duitsland   |
| Uhlenhorst Mülheim                | Duitsland   |
| Waterloo Ducks                    | België      |
| Glasgow Western LHC               | Schotland   |
| Western Wildcats HC               | Schotland   |